# Fernando Tambroni
Pour les articles homonymes, voir Tambroni.
Fernando Tambroni (né le 25 novembre 1901 à Ascoli Piceno, dans les Marches - mort le 18 février 1963 à Rome) est un homme d'État italien.

## Biographie
Avocat dans sa ville natale, dans sa jeunesse il adhère au Parti populaire italien de Luigi Sturzo. Après l'instauration du fasciste en 1926, il est mis en garde à vue pour quelques heures, mais ensuite il aura une attitude complaisante envers le régime de Benito Mussolini.
Élu député à l'Assemblée constituante pour la Démocratie chrétienne en 1946, constamment réélu par la suite à la Chambre des députés, il fait partie, à partir de 1953, de différents gouvernements, et devient successivement ministre de la Marine marchande, du Trésor, du Budget et de l'Intérieur. Proche du président de la République Giovanni Gronchi, il est considéré comme l'expression de l'aile progressiste de la Démocratie chrétienne.
En mars 1960, Fernando Tambroni est chargé par le président Gronchi de constituer un gouvernement composé uniquement par des ministres de la Démocratie chrétienne. Le but est d'obtenir l'abstention du parti socialiste, dans l'opposition depuis 1947. C'est un échec, car Tambroni vire de cap et il n'a que la confiance de son parti et du Mouvement social italien. Trois ministres et un sous-secrétaire d'État démissionneront pour protester, mais ils seront vite remplacés.
En juin, la décision du gouvernement d'autoriser le congrès national du Mouvement social italien à Gênes, ville médaille d'or de la Résistance, provoque dans le pays un sursaut antifasciste d'une proportion inattendue. Tambroni adopte une politique musclée, réprimant avec la force les manifestations de protestation des partis de gauche à Rome, Reggio d'Émilie et Catane, avec treize morts et de nombreux blessés parmi les manifestants. Fortement décrédité même dans son parti, il est contraint de démissionner le 6 juillet 1960.
Il meurt à Rome, trois ans plus tard, le 18 février 1963, à l'âge de 61 ans.